# Sigillina pulvinus
Sigillina pulvinus är en sjöpungsart som beskrevs av Kott 2003. Sigillina pulvinus ingår i släktet Sigillina och familjen Holozoidae. Inga underarter finns listade i Catalogue of Life.